# Open Camera
Open Camera ist eine von Mark Harman entwickelte freie, quelloffene Kamera-Anwendung für Mobiltelefone mit Android-Betriebssystem.

## Verbreitung & Rezeption
Open Camera ist in vielen verschiedenen App Stores verfügbar. z. B. F-Droid und Google Play. Über den Google Play Store wurde die App schon mehr als 50 Millionen Mal heruntergeladen, des Weiteren basiert die Standard-Kamera-App von /e/OS auf Open Camera. PC-Welt lobt den Bildstabilisator und die vielen Funktionen der App. Der Fotojournalist Heico Neumeyer erklärte gegenüber der dpa, dass man mit den manuellen Einstellungen von Open Camera oft mehr aus den Bildern herausholen könne als mit Apps, die eine automatische Korrektur anbieten.

## Funktionsbeschreibung
Open Camera ist eine sehr anpassbare App. Benutzer können die Einstellungen anpassen, um die App an ihre Bedürfnisse anzupassen. Zum Beispiel kann die Benutzeroberfläche an die persönlichen Vorlieben angepasst werden oder die Einstellungen für die Bildqualität und Speicherung können geändert werden.
Die Kamera-App bietet viele Funktionen, die in Standard-Kamera-Apps nicht verfügbar sind, darunter manuelle Fokussierung, manuelle Belichtungssteuerung, RAW-Bildaufnahme, HDR-Modus und ein Live-Histogramm. Es gibt auch eine Option zur Anzeige von Gitterlinien und einer horizontalen Wasserwaage, um sicherzustellen, dass Fotos und Videos gerade aufgenommen werden.
Die App bietet auch eine Vielzahl von Videofunktionen, darunter Zeitlupen- und Zeitraffer-Aufnahmen, Video-Stabilisierung und die Möglichkeit, während der Videoaufnahme Fotos zu machen.
Open Camera unterstützt auch externe Mikrofone und die Möglichkeit, die Lautstärke von Audioaufnahmen zu steuern. Darüber hinaus bietet die App auch eine Widget-Unterstützung und die Möglichkeit, Tastenkombinationen festzulegen.
Die Qualität (Datenrate) und Auflösung der Bilder und Videos, so wie die Bildwiederholfrequenz, können separat voneinander stufenweise eingestellt werden.

## Auflistung der Funktionen

### Foto
- Option zur automatischen Stabilisierung
- Unterstützung für Fokussiermodi[7]
- Autofokus
- Farbeffekte einstellbar
- Weißabgleich
- Gesichtserkennung
- Antibanding
- Belichtungskorrektur/Sperre
- Unterstützung für HDR (mit automatischer Ausrichtung und Entfernung von Geisterbildern)

### Videoaufnahme
- Aufnehmen von Videos in 4K ∗
- Fotografieren während der Videoaufnahme
- Zeitraffer
- Zeitlupe ∗

∗ falls vom Endgerät unterstützt

### Benutzeroberfläche
- Optimierungsfunktion der grafischen Benutzeroberfläche für Links- und Rechtshänder
- Option zum Sperren der Ausrichtung auf Hoch- oder Querformat für Foto oder Video
- Digitalzoom über Multi-Touch-Geste und Single-Touch-Steuerung
- Möglichkeit der Fernaufnahme durch ein Geräusch (z. B. Stimme)
- Auslöseton aktivieren/deaktivieren
- Wiederholungsmodus (mit Verzögerung)
- Überlagerungen (Auswahl von Gittern und Schnittführungen)
- Winkelanzeige[8]
- Mehrsprachig (Deutsch, Türkisch, Französisch und weitere Sprachen)[9]

### Metadaten
- Optionale GPS-Ortung (Geotagging) von Fotos und Videos; bei Fotos auch Kompassrichtung (GPSImgDirection, GPSImgDirectionRef).
- Datum, Zeitstempel, Ortskoordinaten und benutzerdefinierter Text
- Datum, Uhrzeit und Ort als Video-Untertitel (.SRT)

### Technische Funktionen
- Unterstützung von Google Camera2 API
- Unterstützung von externen Mikrofonen
- Speicherort ist einstellbar
- Unterstützung Storage Access Framework für Speicherung von Fotos/Videos
- Speicherung von Fotos im Rohdatenformat[10][11]
- Freien Speicherplatz anzeigen[12][13]